# Life Among the Ruins
Life Among the Ruins (рус. «Жизнь среди руин») — пятый студийный альбом американской рок-группы Virgin Steele, вышедший в марте 1993 года на лейбле Shark Records. Музыка этого альбома блюзовый хард-рок и мелодичный металл, больше похожий на ранние записи Whitesnake, чем на пауэр-метал таких альбомов, как Noble Savage и The Marriage of Heaven and Hell Part I. Это первый альбом с басистом Робом ДеМартино, который заменил Джо О’Рейли.

## Список композиций
Тексты всех песен написаны Дэвидом ДеФейсом.
| №                   | Название                     | Музыка                                  | Длительность |
| ------------------- | ---------------------------- | --------------------------------------- | ------------ |
| 1.                  | «Sex Religion Machine»       | Дэвид ДеФейс, Эдвард Пурсино            | 4:43         |
| 2.                  | «Love Is Pain»               | Дэвид ДеФейс                            | 3:53         |
| 3.                  | «Jet Black»                  | Дэвид ДеФейс, Эдвард Пурсино            | 4:13         |
| 4.                  | «Invitation»                 | Дэвид ДеФейс                            | 1:16         |
| 5.                  | «I Dress in Black»           | Дэвид ДеФейс                            | 4:46         |
| 6.                  | «Crown of Thorns»            | Дэвид ДеФейс, Эдвард Пурсино            | 6:28         |
| 7.                  | «Cage of Angels»             | Дэвид ДеФейс                            | 0:54         |
| 8.                  | «Never Believed in Good-Bye» | Дэвид ДеФейс                            | 4:23         |
| 9.                  | «Too Hot to Handle»          | Дэвид ДеФейс, Эдвард Пурсино            | 4:39         |
| 10.                 | «Love's Gone»                | Дэвид ДеФейс, Эдвард Пурсино, Тедди Кук | 4:29         |
| 11.                 | «Wild Fire Woman»            | Дэвид ДеФейс, Эдвард Пурсино            | 4:43         |
| 12.                 | «Cry Forever»                | Дэвид ДеФейс                            | 4:32         |
| 13.                 | «Haunting the Last Hours»    | Дэвид ДеФейс                            | 0:54         |
| 14.                 | «Last Rose of Summer»        | Дэвид ДеФейс                            | 4:19         |
| Общая длительность: | Общая длительность:          | Общая длительность:                     | 54:12        |

| №   | Название                                                   | Музыка                                                     | Длительность |
| --- | ---------------------------------------------------------- | ---------------------------------------------------------- | ------------ |
| 15. | «Snakeskin Voodoo Man» (бонус-трек на американской версии) | Дэвид ДеФейс, Эдвард Пурсино, Джоуи Айвазян, Роб ДеМартино | 5:16         |

### Бонус-треки переиздания 2008 года
1. Snakeskin Voodo Man
2. Snakeskin Voodo Man (акустическая репетиционная версия)
3. Jet Black (акустическая репетиционная версия)
4. Purple Rain (акустическая репетиционная версия)
5. Woldfire Woman (акустическая репетиционная версия)

## Участники записи
- Вокал, клавишные : Дэвид ДеФейс
- Гитара : Эдвард Пурсино
- Бас-гитара : Роб ДеМартино
- Ударные : Джоуи Айвазян

## Кавер-версии песен
- Американская пауэр-метал группа Armory в 2014 году записала кавер на песню Love Is Pain, кавер вошёл на 2-й студийный альбом группы — Empyrean Realms[источник не указан 3474 дня].